# The Great Khali
Dalip Singh Rana (27. kolovoza 1972.) je indijski profesionalni hrvač koji je potpisao za WWE.
The Great Khali debitirao je 7. travnja 2006. upadom na meč The Undertaker-a. Svoj službeni prvi meč u WWE-u upisao je opet protiv The Undertaker-a. Zadnji meč upisao je u The Greatest Royal Rumble-u kada su ga eliminirali Braun Strowman i Bobby Lashley.

## Vanjske poveznice
|  | Zajednički poslužitelj ima još gradiva o temi The Great Khali |